# ShockGore
ShockGoreは、ショックサイトの一つ。掲載されている動画はtheYNCから転載されたものも多い。
18歳未満の閲覧は禁止で、サイトにアクセスすると18歳以上かどうかの確認画面が表示される。18歳以上の場合はYesをクリックすることで閲覧することができるが、Noをクリックすると1時間の間サイトにアクセスできなくなる。
2022年3月7日現在、サイトが消滅している。

## 危険性
このサイトにアクセスすると、危険なポップアップが表示されるほか、詐欺サイトに飛ばされたり、ウイルスに感染する可能性もあるという。なので、ウイルス対策ソフトをインストールしたり、ブラウザを最新状態にしたりしてからのアクセスが望ましい。